# Stictocardia mojangensis
Stictocardia mojangensis là một loài thực vật có hoa trong họ Bìm bìm. Loài này được (Vatke) D.F. Austin & E. Eich mô tả khoa học đầu tiên năm 2001.